# Theridion vosseleri
Theridion vosseleri là một loài nhện trong họ Theridiidae.
Loài này thuộc chi Theridion. Theridion vosseleri được Embrik Strand miêu tả năm 1907.